# Pyrausta cretacea
Pyrausta cretacea là một loài bướm đêm trong họ Crambidae.